# Homogyna pygmaea
Homogyna pygmaea is een vlinder uit de familie wespvlinders (Sesiidae), onderfamilie Sesiinae.
Homogyna pygmaea is voor het eerst wetenschappelijk beschreven door Rebel in 1899. De soort komt voor in het Oriëntaals gebied.